# Parlamentswahl in Norwegen 1985
- SV: 6
- Ap: 71
- Sp: 12
- KrF: 16
- H: 50
- FrP: 2

Die Parlamentswahl in Norwegen 1985 (norwegisch Bokmål Stortingsvalget 1985, nynorsk Stortingsvalet 1985) fand am 9. September 1985 statt. Dabei wurden 157 Abgeordnete aus 19 Wahlkreisen für das norwegische Nationalparlament Storting gewählt. Vor der Wahl regierte die Regierung Willoch.

## Wahlkreise
| Wahlkreis        | Mandate   | Mandate | Veränderung |
| Wahlkreis        | 1973–1981 | 1985    | Veränderung |
| ---------------- | --------- | ------- | ----------- |
| Aust-Agder       | 4         | 4       | ±0          |
| Vest-Agder       | 5         | 5       | ±0          |
| Hedmark          | 8         | 8       | ±0          |
| Oppland          | 7         | 7       | ±0          |
| Møre og Romsdal  | 10        | 10      | ±0          |
| Nordland         | 12        | 12      | ±0          |
| Oslo             | 15        | 15      | ±0          |
| Rogaland         | 10        | 10      | ±0          |
| Finnmark         | 4         | 4       | ±0          |
| Troms            | 6         | 6       | ±0          |
| Nord-Trøndelag   | 6         | 6       | ±0          |
| Sør-Trøndelag    | 10        | 10      | ±0          |
| Telemark         | 6         | 6       | ±0          |
| Vestfold         | 7         | 7       | ±0          |
| Hordaland        | 15        | 15      | ±0          |
| Sogn og Fjordane | 5         | 5       | ±0          |
| Akershus         | 10        | 12      | +2          |
| Buskerud         | 7         | 7       | ±0          |
| Østfold          | 8         | 8       | ±0          |
| –                | 155       | 157     | ±2          |

## Parteien

### Teilnehmende Parteien
Folgende Parteien traten bei der Stortingswahl an:
- Det Liberale Folkepartiet
- Det norske Arbeiderparti
- Fremskrittspartiet
- Høyre
- Kristelig Folkeparti
- Norges Kommunistiske Parti
- Rød Valgallianse
- Senterpartiet
- Sosialistisk Venstreparti
- Venstre
- Frie Folkevalgte
- Pensjonistpartiet
- Samfunnspartiet
- Sunnmørslista
- Upolitisk

Folgende Parteien bildeten einen Listenverbund:
- Det Liberale Folkepartiet und Høyre: Wahlkreis Telemark
- Kristelig Folkeparti und Senterpartiet: Wahlkreise Oppland, Buskerud, Vestfold, Telemark, Aust-Agder und Troms
- Det Liberale Folkepartiet und Kristelig Folkeparti: Wahlkreis Sør-Trøndelag
- Det Liberale Folkepartiet, Kristelig Folkeparti und Senterpartiet: Wahlkreise Akershus, Oslo, Vest-Agder, Hordaland, Nord-Trøndelag, Finnmark

### Parteivorsitzende der Parlamentsparteien

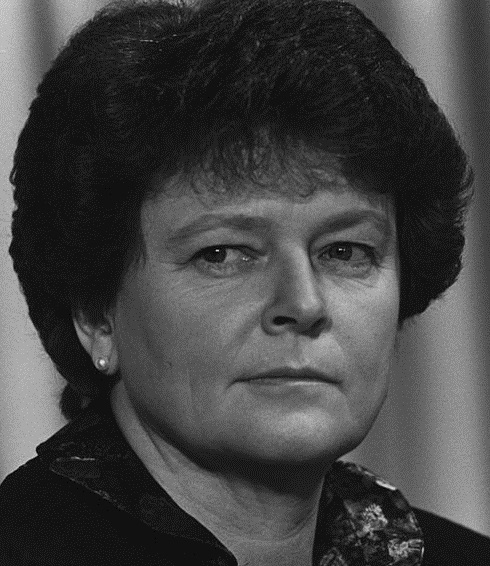
Gro Harlem Brundtland, Det norske Arbeiderparti
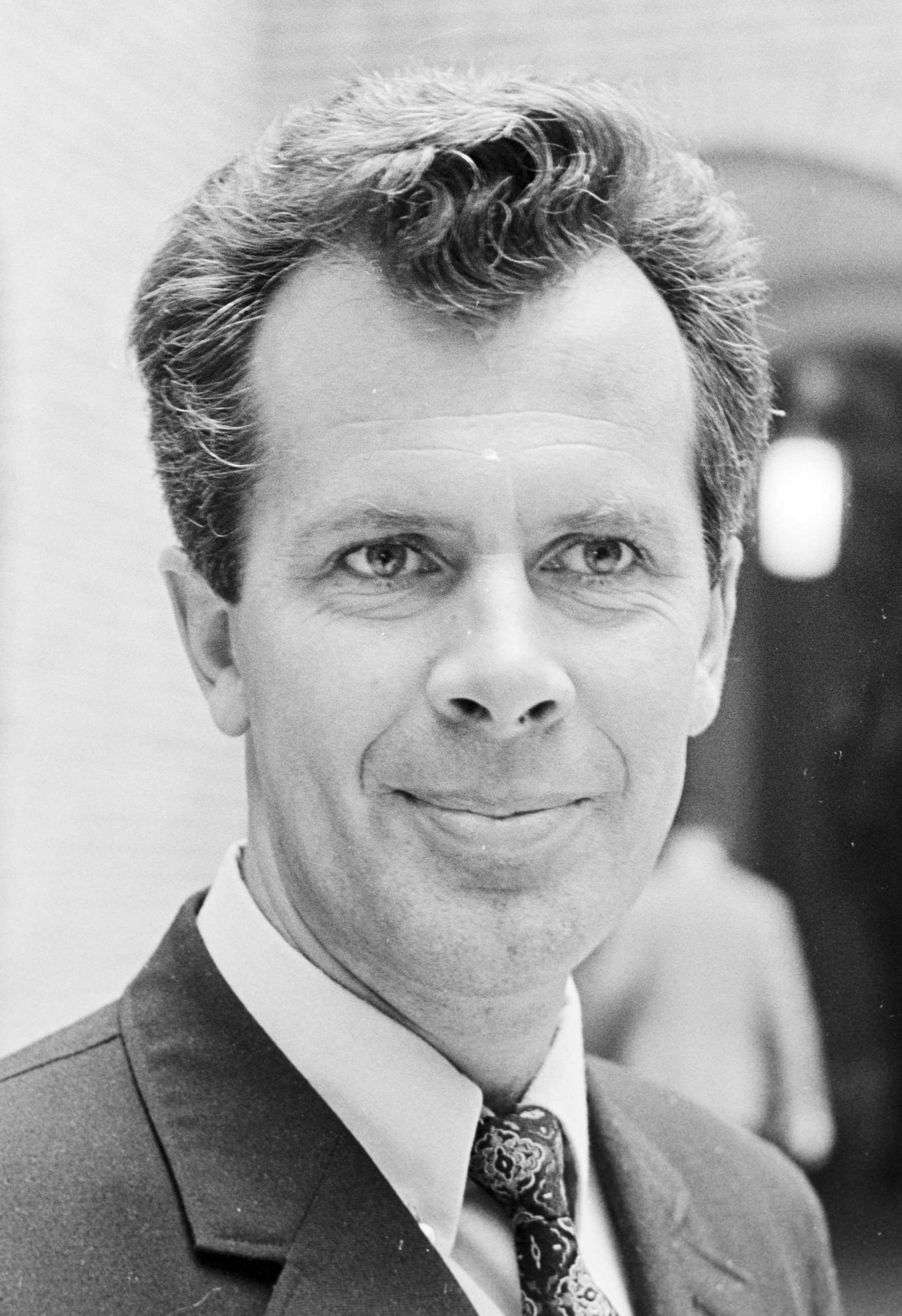
Erling Norvik, Høyre
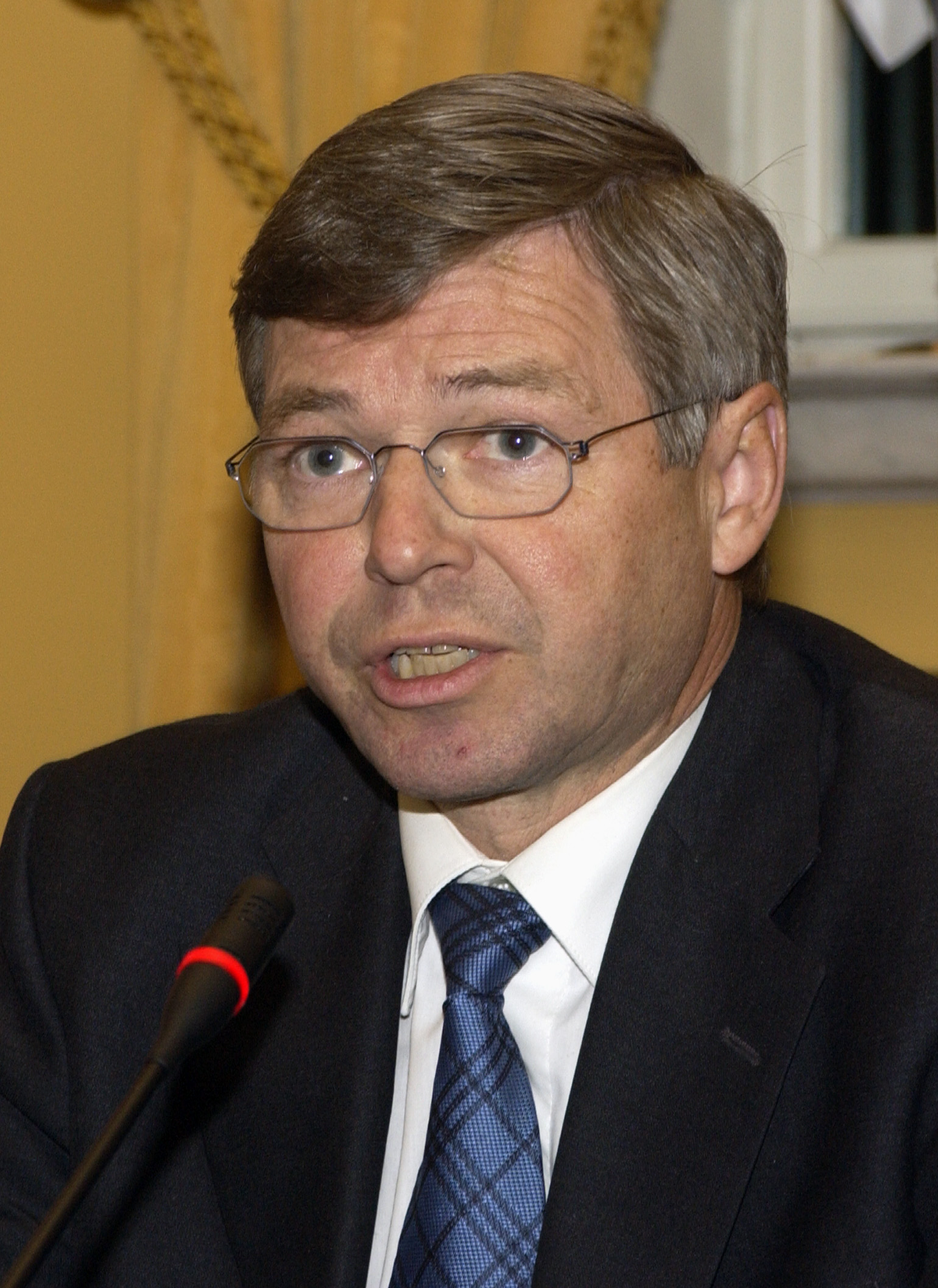
Kjell Magne Bondevik, Kristelig Folkeparti
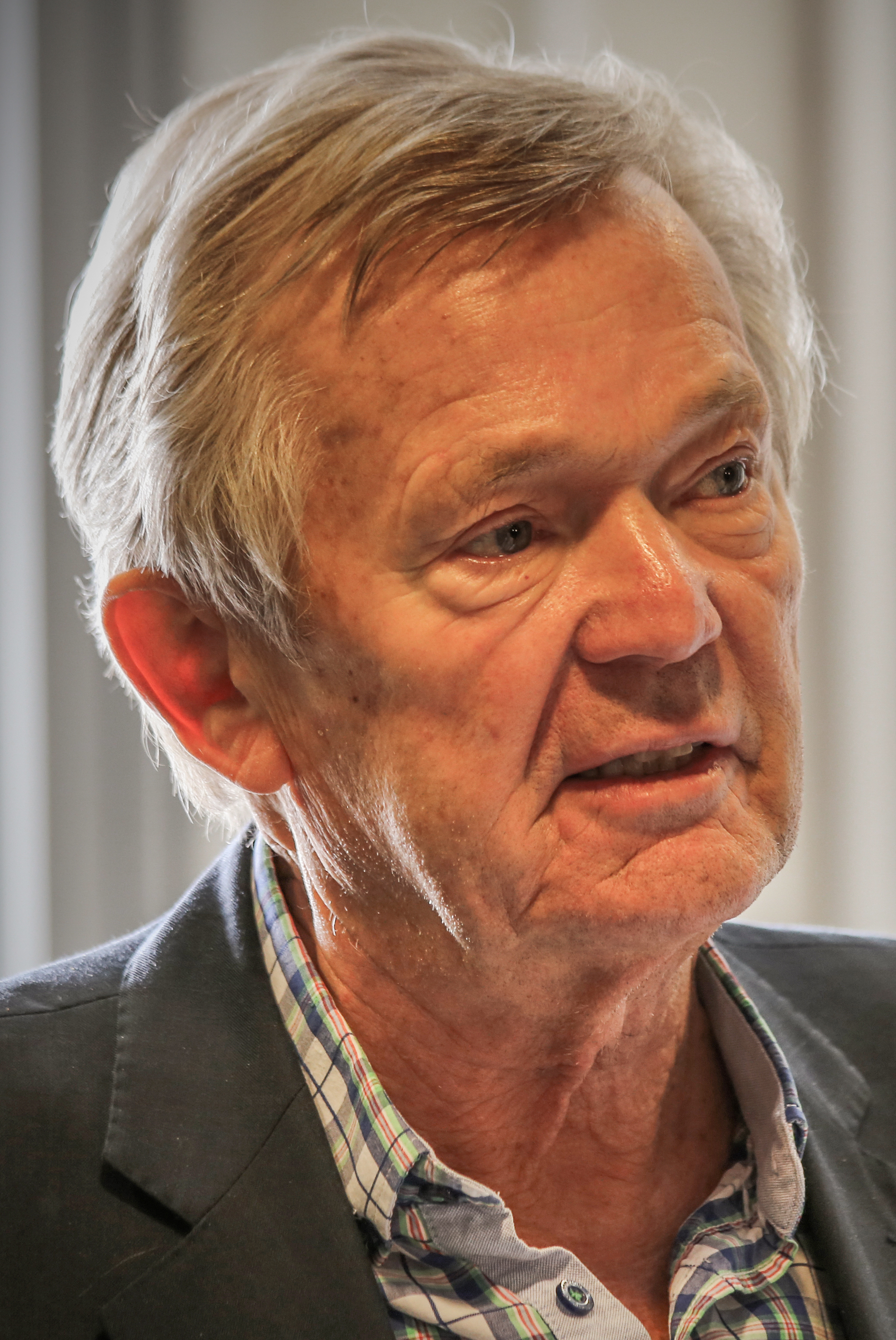
Johan J. Jakobsen, Senterpartiet
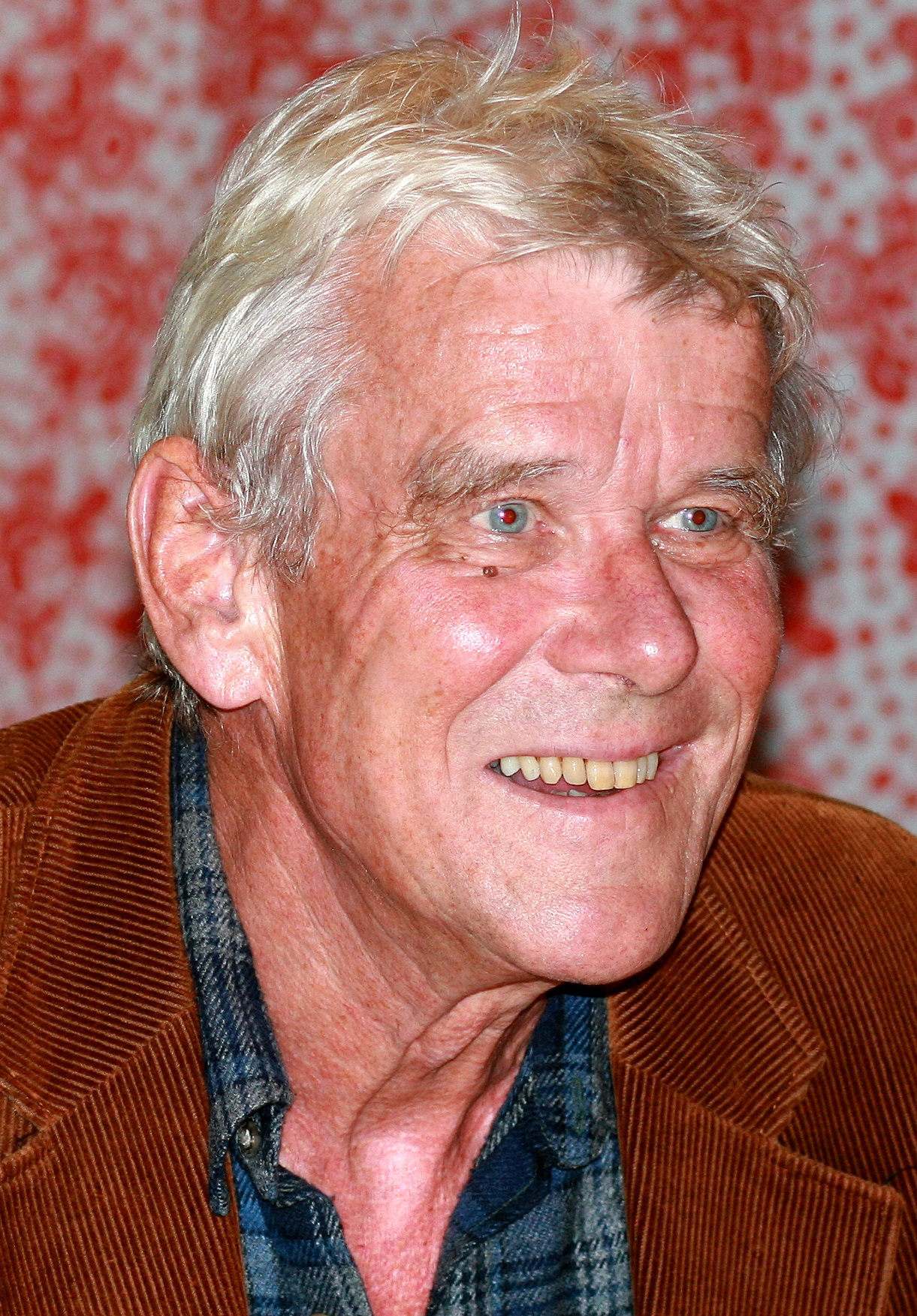
Theo Koritzinsky, Sosialistisk Venstreparti
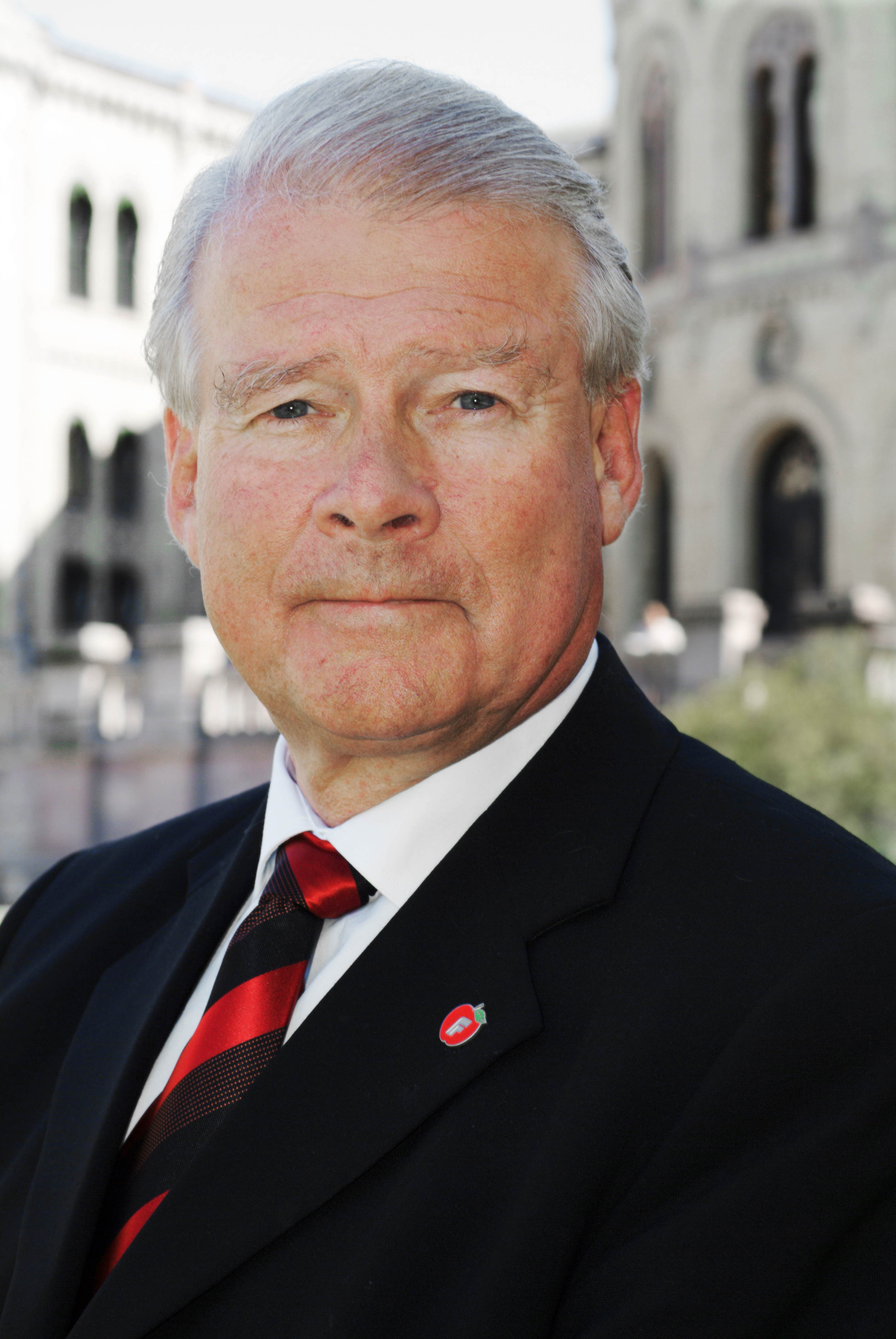
Carl I. Hagen, Fremskrittspartiet
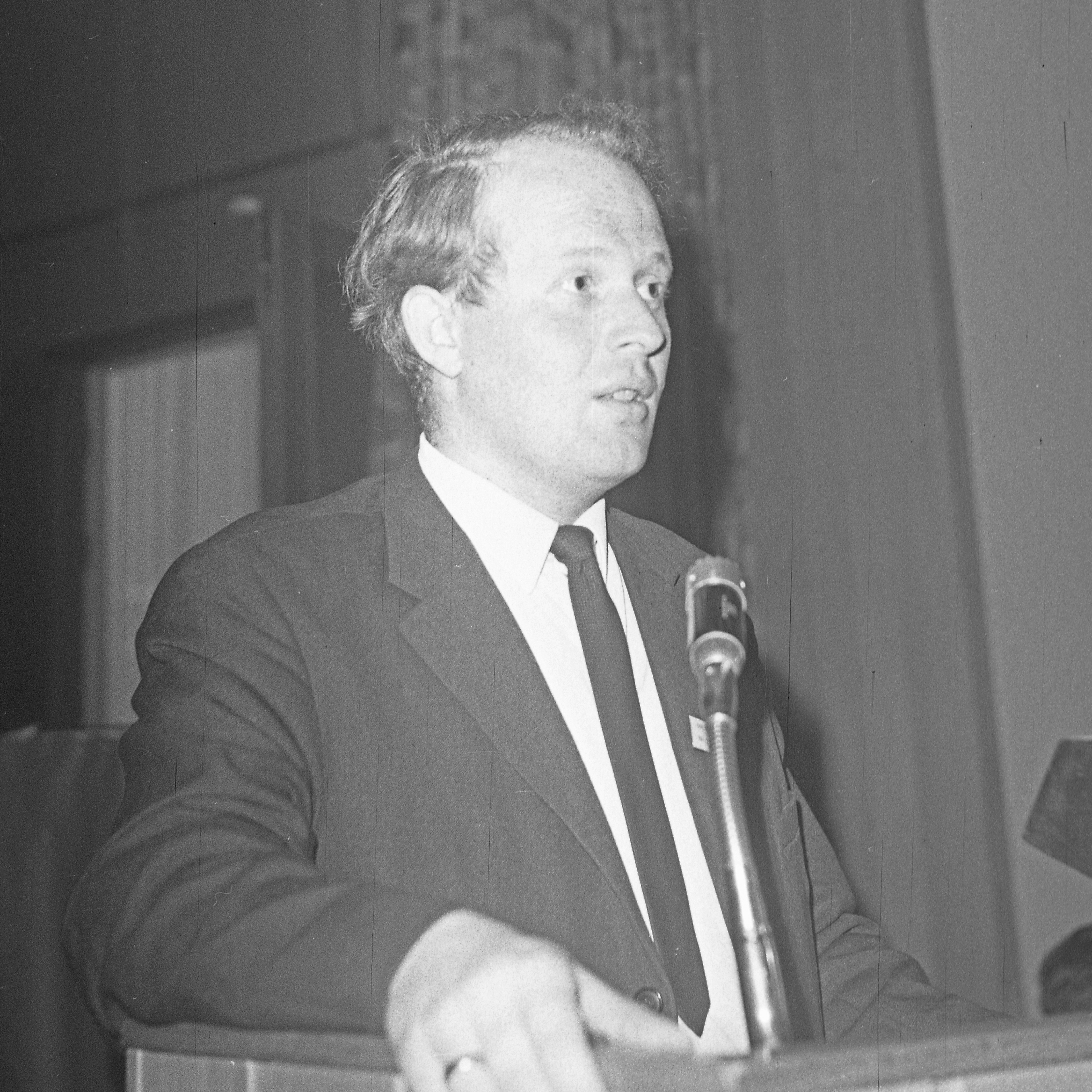
Odd Einar Dørum, Venstre

### Wahllisten der Parlamentsparteien
Det norske Arbeiderparti
| Akershus        | Reiulf Steen         | Nordland         | Bjarne Mørk-Eidem     | Sør-Trøndelag | Liv Aasen       |
| Aust-Agder      | Brit Karen Jørgensen | Nord-Trøndelag   | Inger Lise Gjørv      | Telemark      | Ingeborg Botnen |
| Buskerud        | Erik Dalheim         | Oppland          | Haakon Blankenborg    | Troms         | Asbjørn Sjothun |
| Finnmark        | Oddvar Majala        | Oslo             | Gro Harlem Brundtland | Vest-Agder    | Sigurd Verdal   |
| Hedmark         | Kjell Borgen         | Østfold          | Gunnar Skaug          | Vestfold      | Ernst Wroldsen  |
| Hordaland       | Hallvard Bakke       | Rogaland         | Gunnar Berge          | –             | –               |
| Møre og Romsdal | Arve Berg            | Sogn og Fjordane | Kåre Øvregard         | –             | –               |

Høyre
| Akershus        | Jo Benkow       | Nordland         | Petter Thomassen    | Sør-Trøndelag | Magnar G. Huseby |
| Aust-Agder      | Astrid Gjertsen | Nord-Trøndelag   | Wenche Frogn Sellæg | Telemark      | Jan Helge Jansen |
| Buskerud        | Mona Rokke      | Oppland          | Harald U. Lied      | Troms         | Arnljot Norwich  |
| Finnmark        | Steinar Eriksen | Oslo             | Kåre Willoch        | Vest-Agder    | Tore Austad      |
| Hedmark         | Johan C. Løken  | Østfold          | Georg Apenes        | Vestfold      | Thor Knudsen     |
| Hordaland       | Arne Skauge     | Rogaland         | Sverre Mauritzen    | –             | –                |
| Møre og Romsdal | Inger Koppernæs | Sogn og Fjordane | Lars Lefdal         | –             | –                |

Kristelig Folkeparti
| Akershus        | Gunnar Prestegård    | Nordland         | Dag Jostein Fjærvoll | Sør-Trøndelag | Kåre Gjønnes   |
| Aust-Agder      | Helga Haugen         | Nord-Trøndelag   | Ottar Gravås         | Telemark      | Solveig Sollie |
| Buskerud        | Reidun Brusletten    | Oppland          | Karl Løvoll          | Troms         | Per Aas        |
| Finnmark        | Kåre Harila          | Oslo             | Kåre Kristiansen     | Vest-Agder    | Harald Synnes  |
| Hedmark         | Sverre Gaarden       | Østfold          | Odd Holøs            | Vestfold      | Age Ramberg    |
| Hordaland       | Svein Alsaker        | Rogaland         | John S. Tveit        | –             | –              |
| Møre og Romsdal | Kjell Magne Bondevik | Sogn og Fjordane | Lars Gunnar Lie      | –             | –              |

Senterpartiet
| Akershus        | Anne Enger Lahnstein      | Nordland         | Peter Angelsen     | Sør-Trøndelag | Oddbjørn Hågård    |
| Aust-Agder      | Einar Livolden            | Nord-Trøndelag   | Johan J. Jakobsen  | Telemark      | Borghild Brennekås |
| Buskerud        | Johan Buttedahl           | Oppland          | Lars Velsand       | Troms         | Per Magnar Arnstad |
| Finnmark        | Roald Bønå                | Oslo             | Arne Haukvik       | Vest-Agder    | Ragnar Udjus       |
| Hedmark         | Ragnhild Queseth Haarstad | Østfold          | Nils Skogstad      | Vestfold      | Rakel Surlien      |
| Hordaland       | Magnus Stangeland         | Rogaland         | Ole Gabriel Ueland | –             | –                  |
| Møre og Romsdal | Gudmund Restad            | Sogn og Fjordane | Leiv Blakset       | –             | –                  |

Sosialistisk Venstreparti
| Akershus        | Tora Houg           | Nordland         | Hanna Kvanmo         | Sør-Trøndelag | Arent M. Henriksen |
| Aust-Agder      | Aasta Thomassen     | Nord-Trøndelag   | Per Aunet            | Telemark      | Karin Westhrin     |
| Buskerud        | Astrid Karin Natvig | Oppland          | Terje Bråthen        | Troms         | Herbjørg Valvåg    |
| Finnmark        | Reidar Johansen     | Oslo             | Theo Koritzinsky     | Vest-Agder    | Ove Gusevik        |
| Hedmark         | Magnar Sortåsløkken | Østfold          | Carl-Anders Hedberg  | Vestfold      | Finn Gustavsen     |
| Hordaland       | Kjellbjørg Lunde    | Rogaland         | Kari Hauge Rasmussen | –             | –                  |
| Møre og Romsdal | Terje Kjøde         | Sogn og Fjordane | Herdis Holvik        | –             | –                  |

Fremskrittspartiet
| Akershus        | Fridtjof Frank Gundersen | Nordland         | Frode Ringheim   | Sør-Trøndelag | Jan Levor Njargel |
| Aust-Agder      | Even Bjelland            | Nord-Trøndelag   | Marius Heir      | Telemark      | Eivind Eckbo      |
| Buskerud        | Steinar Maribo           | Oppland          | Peder I. Ramsrud | Troms         | Palmer Kvistad    |
| Finnmark        | Trygve Anderse           | Oslo             | Carl I. Hagen    | Vest-Agder    | Erling Kleppe     |
| Hedmark         | Knut A. Sæther           | Østfold          | Liv Leirstein    | Vestfold      | Oscar D. Hillgaar |
| Hordaland       | Bjørn Erling Ytterhorn   | Rogaland         | Jens Marcussen   | –             | –                 |
| Møre og Romsdal | Lodve Solholm            | Sogn og Fjordane | Magne Sægrov     | –             | –                 |

Venstre
| Akershus        | Anne-Lise Bergenheim | Nordland         | Elisabeth Nilsen  | Sør-Trøndelag | Erling Moe             |
| Aust-Agder      | Fred J. Engesæth     | Nord-Trøndelag   | Anne-Brit Skjetne | Telemark      | Johan Tønnes Lochstøer |
| Buskerud        | Gunhild Ramm Reistad | Oppland          | Finn Helge Lyster | Troms         | Asbjørn Hessen         |
| Finnmark        | Alfred Nilsen        | Oslo             | Odd Einar Dørum   | Vest-Agder    | Inger Takle            |
| Hedmark         | Anne Mette Andresen  | Østfold          | Bjørg Berg Jensen | Vestfold      | Eldbjørg Simonsen      |
| Hordaland       | Mons Espelid         | Rogaland         | Arne Fjørtoft     | –             | –                      |
| Møre og Romsdal | Einar Holm           | Sogn og Fjordane | Liv Henjum        | –             | –                      |

## Ergebnisse

### Wahlbeteiligung
Insgesamt waren bei der Wahl 3.000.479 Personen wahlberechtigt. Insgesamt wurden 2.601.817 gültige Stimmen abgegeben. Die Wahlbeteiligung lag bei 84,0 %. Es war die höchste Wahlbeteiligung seit der Wahl 1965. Der Wahlkreis mit der höchsten Wahlbeteiligung war Akershus mit 86,6 %, die niedrigste Beteiligung gab es in der Finnmark mit nur 76,8 %.

### Wahlergebnisse
Es wurden 157 Abgeordnete ins Parlament gewählt. 54 der neu gewählten Abgeordneten waren Frauen.
| Parlamentswahl in Norwegen 1985                 | Parlamentswahl in Norwegen 1985                 | Parlamentswahl in Norwegen 1985 | Parlamentswahl in Norwegen 1985 | Parlamentswahl in Norwegen 1985 | Parlamentswahl in Norwegen 1985 | Parlamentswahl in Norwegen 1985 |
| Partei                                          | Partei                                          | Stimmen                         | Stimmen                         | Stimmen                         | Sitze                           | Sitze                           |
| Partei                                          | Partei                                          | Zahl                            | in %                            | +/- %                           | Zahl                            | +/-                             |
| ----------------------------------------------- | ----------------------------------------------- | ------------------------------- | ------------------------------- | ------------------------------- | ------------------------------- | ------------------------------- |
|                                                 | Det norske Arbeiderparti (A)                    | 1.061.712                       | 40,8                            | ▲3,6                            | 71                              | ▲5                              |
|                                                 | Høyre (H)                                       | 791.537                         | 30,4                            | ▼1,3                            | 50                              | ▼3                              |
|                                                 | Kristelig Folkeparti (KrF)                      | 214.969                         | 8,3                             | ▼1,1                            | 16                              | ▲1                              |
|                                                 | Senterpartiet (Sp)                              | 171.770                         | 6,6                             | ▼0,1                            | 12                              | ▲1                              |
|                                                 | Sosialistisk Venstreparti (SV)                  | 141.950                         | 5,5                             | ▲0,6                            | 6                               | ▲2                              |
|                                                 | Fremskrittspartiet (FrP)                        | 96.797                          | 3,7                             | ▼0,8                            | 2                               | ▼2                              |
|                                                 | Venstre (V)                                     | 81.202                          | 3,1                             | ▼0,8                            | 0                               | ▼2                              |
|                                                 | Rød Valgallianse (RV)                           | 140.931                         | 0,6                             | ▼0,1                            | 0                               | ▬                               |
|                                                 | Det Liberale Folkepartiet (DLF)                 | 34.068                          | 0,5                             | ▬                               | 0                               | ▬                               |
|                                                 | Norges Kommunistiske Parti (NKP)                | 301                             | 0,2                             | ▼0,1                            | 0                               | ▬                               |
|                                                 | Andere                                          | 112                             | 0,4                             | ▲0,3                            | 0                               | ▬                               |
| Gültige Stimmen                                 | Gültige Stimmen                                 | 2.601.817                       | 100,0                           |                                 | 157                             | ▬                               |
| Anzahl der Wahlberechtigten und Wahlbeteiligung | Anzahl der Wahlberechtigten und Wahlbeteiligung | 3.000.479                       | 86,6 %                          |                                 |                                 |                                 |